# Бенефис Людмилы Гурченко
«Бенефис Людмилы Гурченко» — телевизионный фильм-спектакль, бенефис актрисы театра и кино Людмилы Гурченко, поставленный режиссёром Евгением Гинзбургом. Бенефицианка сыграла около двадцати вокальных и пластических мини-ролей — от лукавой старушонки до юной обворожительной леди из дома терпимости.
Премьерный показ состоялся 29 апреля 1978 года по Первой программе ЦТ.

## Сюжет
«У мамы 40 детей. И все дочки. Разные. Добрые, глуповатые, красивые, ловкие. Несчастные, милые, грубые, счастливые. Разные. Людям, конечно, нравится не каждая. А маме дороги все. И если говорить совсем откровенно, то в жизни нас не существует. Есть только мама. Ну а мы живем в ваших сердцах, вашей памяти. Если, конечно, вы нас не забыли».

## В ролях
- Людмила Гурченко — колоратурно-лирико-драматическое меццо-сопрано: Актриса / Старуха / Ниниш / Разбойница / Наполеонша / Бабетта / Эльвира / Пиратка / Пастушка / Монахиня / Белошвейка / Девушка / Дженни / Сапожничиха / Пресс-секретарь
- Армен Джигарханян — комический бас: Первый встречный паренек / Бонвиван / Статуя Командора / Некто / Бродяга / Истец / Сапожник
- Марис Лиепа — драматический тенор: Второй встречный паренек / Каде / Грабитель / Парикмахер / Тореро / Монах / Пират / Секретарь суда
- Александр Ширвиндт — лирический баритон: Третий встречный паренек / Наполеон / Дон Хуан / Жених / Аббат / Адвокат
- Московский государственный академический камерный хор п/у Владимира Минина
- Большой детский хор Всесоюзного радио и Центрального телевидения п/у Виктора Попова
- Эстрадный ансамбль танца «Сувенир» п/у Тамары Головановой
- Инструментальный ансамбль «Мелодия» п/у Георгия Гараняна

## Съёмочная группа
- Автор сценария: Борис Пургалин
- Режиссёр: Евгений Гинзбург
- Оператор: Сергей Журавлёв
- Аранжировка музыки: Георгий Гаранян, Борис Фрумкин
- Балетмейстер: Феликс Арутюнов
- Композиторы: Георгий Гаранян, Джон Кендер, Виктор Лебедев, Ирвин Левин, Анатолий Лепин, Марк Минков, Георгий Портнов, Сергей Самойлов, Юрий Саульский, Давид Тухманов, Борис Фрумкин, Тото Кутуньо, Игорь Цветков
- Поэты: Луперсио Леонардо де Архенсола, Роберт Бёрнс, Яков Голяков, Вадим Коростылев, Владимир Лившиц, Борис Пургалин, Ким Рыжов, Маркиз де Сантильяна, Владимир Уфлянд, Владимир Харитонов, Эдуард Успенский

## Музыкальные номера
- «Зачем я с Вами в этот вечер»
- «Хорошее настроение» (из к/ф "Карнавальная ночь"; музыка Анатолия Лепина, слова Владимира Лифшица)
- «Лев и кастрюля»
- «Барабан»
- «Бабетта и Каде»
- «Весёлый Роджер»
- «Нет, нет»
- «Дон Хуан»
- «Пастушка»
- «Белошвейка и монах» (немецкая народная песня, в переводе Льва Гинзбурга)
- «Я не могу сказать вам нет»
- «Дженни» (по стихотворению Роберта Бёрнса "Comin’ Thro’ the Rye" в переводе Самуила Маршака)
- «Весёлый сапожник»
- «Годы пролетают» (под фонограмму песни "Salut" Джо Дассена; музыка - Тото Кутуньо, слова Давида Самойлова)
- «Нужна мне песня»

Оригинальная версия «Бенефиса Людмилы Гурченко» включала в себя фрагменты из фильмов с участием актрисы и непосредственного отношения к мюзиклу не имеет. В более поздние телеэфиры этот эпизод не демонстрировался.